# Фердинанд Рюгамер
Фердинанд Рюгамер (нім. Ferdinand Rügamer; 22 листопада 1884, Штарч — 1955, Відень) — австро-угорський, австрійський і німецький офіцер, генерал-майор вермахту (1 липня 1941).

## Біографія
18 серпня 1911 року вступив в австро-угорську армію. Учасник Першої світової війни, після завершення якої продовжив службу в австрійській армії. З 1 квітня 1935 року — консультант із закупівлі і спорядження Федерального міністерства оборони. Після аншлюсу 15 березня 1938 року автоматично перейшов у вермахт. 1 квітня переведений в центральний апарат ОКГ.  З 3 січня 1939 року — призовний інспектор 13-го військового округу. З 15 лютого 1941 по 8 травня 1945 року — призовний інспектор Відня.

## Нагороди
- Ювілейний хрест
- Пам'ятний хрест 1912/13
- Медаль «За військові заслуги» (Австро-Угорщина)
  - бронзова з мечами
  - 2 срібні з мечами
- Хрест «За військові заслуги» (Австро-Угорщина) 3-го класу з військовою відзнакою і мечами
- Орден Залізної Корони 3-го класу з військовою відзнакою і мечами
- Військовий Хрест Карла
- Пам'ятна військова медаль (Австрія) з мечами
- Хрест «За вислугу років» (Австрія) 2-го класу для офіцерів (25 років)
- Орден Заслуг (Австрія), лицарський хрест
- Почесний хрест ветерана війни з мечами
- Медаль «За вислугу років у Вермахті» 4-го, 3-го, 2-го і 1-го класу (25 років)
- Хрест Воєнних заслуг 2-го і 1-го класу з мечами